# Heteropoma tuberculatum
Heteropoma tuberculatum é uma espécie de gastrópode  da família Assimineidae.
É endémica de Guam.